# Dishonored 2
Dishonored 2 é um jogo eletrônico de ação-aventura furtiva desenvolvido pela Arkane Studios e publicado pela Bethesda Softworks. É uma sequência de Dishonored de 2012 e foi lançado mundialmente em 11 de novembro de 2016 para Microsoft Windows, PlayStation 4 e Xbox One. A história se passa na cidade costeira de Karnaca quinze anos depois dos eventos do jogo original, seguindo a imperatriz Emily Kaldwin ou seu pai Corvo Attano enquanto tentam reconquistar o trono usurpado pela bruxa Delilah Copperspoon. Tanto Emily quanto Corvo empregam suas próprias habilidades sobrenaturais únicas para poder completar missões e eliminar alvos por meio de furtividade ou violência, navegando através de ambientes abertos.
Ideias para Dishonored 2 foram concebidas durante o desenvolvimento dos conteúdos para download do jogo original, o que levou a decisão de dar voz ao personagem de Corvo depois de ele ter permanecido um personagem silencioso durante toda a história. O avanço na linha temporal ocorreu assim que foi proposto que Emily, que era apenas uma criança em Dishonored, se tornasse uma personagem jogável. O visual do título foi inspirado em obras de arte como pinturas e esculturas. A cidade de Karnaca foi inspirada em países mediterrâneos como Grécia, Itália e Espanha, com os desenvolvedores se influenciando pela arquitetura, moda e tecnologias de 1851. A Arkane também desenvolveu um motor de jogo totalmente novo para uso em Dishonored 2.
O jogo foi muito bem recebido pela crítica ao ser lançado. Elogios foram feitos para as melhorias realizadas em relação ao título original, como a furtividade mais desafiadora, a adaptabilidade dos poderes de Corvo e Emily, a direção de arte, o projeto criativo das missões individuais, a concepção do mundo de jogo, boa inteligência artificial e valor em se jogar de novo. Os principais pontos negativos foram direcionadas para uma narrativa decepcionante, além de alguns erros técnicos e problemas com a versão para Microsoft Windows. Dishonored 2 foi indicado a vários prêmios e teve números de vendas razoáveis. Mídias adicionais foram criadas com o objetivo de aprofundar o mundo da série, incluindo duas histórias em quadrinhos e três romances.

## Jogabilidade
Dishonored 2 é um jogo eletrônico de ação-aventura furtiva jogado a partir de uma perspectiva em primeira pessoa. Logo depois do prólogo e tutorial, o jogador pode decidir jogar como a imperatriz Emily Kaldwin ou como seu pai Corvo Attano, o protagonista do jogo original. O objetivo do jogo é eliminar alvos em diferentes fases, com objetivos paralelos desbloqueando métodos alternativos de assassinato, abordagens não-letais e caminhos diferentes para se alcançar os objetivos. O jogador tem a sua disposição diversos itens como espada, pistola, besta, granadas e minas, todas as quais podendo ser aprimoradas. Melhoramentos para os equipamentos podem ser comprados em lojas do mercado encontradas nas fases, com plantas espalhadas pelos níveis podendo desbloquear novos melhoramentos em potencial. Moedas são necessárias para se comprar esses aprimoramentos, que também podem ser adquiridas explorando as fases ou conquistadas a partir de outros colecionáveis, como através de pinturas roubadas. O jogador pode escolher sempre uma abordagem violenta, pacífica, furtiva ou chamativa, sendo possível completar o jogo sem matar ninguém.
A detecção dos inimigos funciona a partir de linha de visão, com o jogador podendo usar coberturas ou áreas elevadas fora dos cones de visão dos inimigos para permanecerem furtivos. A escuridão pode ajudar o jogador a permanecer escondido, porém só funciona a certa distância. Medidores de alerta de inimigos e trechos musicais informam o jogador se foi avistado. Barulhos podem fazer oponentes investigarem certas áreas, incluindo barulhos feitos por garrafas quebradas ou pela espada do protagonista batendo em uma parede; isto também pode ser utilizado para deliberadamente atrair guardas para armadilhas ou para quebrar sua rota de patrulha. O jogador pode olhar através de buracos de fechaduras a fim de observarem um aposento antes de entrarem, podendo também se inclinar a partir de coberturas com o objetivo de observarem os arredores. O jogador em Dishonored 2 pode ser detectado caso fique inclinado de uma cobertura por muito tempo, algo que não estava presente no Dishonored original. Os corpos de inimigos subjugados podem ser carregados e escondidos. Alarmes podem ser desativados ou alterados para que sejam usados a favor do jogador.
O título possui vários golpes não-letais que tem o objetivo de tirar o equilíbrio de inimigos ou deixá-los inconscientes, como gravatas, bloqueios, empurrões, chutes, deslizamentos, dardos soníferos, minas de tonteio e habilidades sobrenaturais. Também presente é o sistema de caos do jogo anterior. O jogador adquire caos ao matar oponentes, representando o protagonista desestabilizando o mundo. Um novo elemento adicionado em Dishonored 2 faz o jogo, no começo de cada missão, designar proceduralmente personagens não-jogáveis com três estados: simpático, culpado e assassino. Matar um personagem "simpático" cria mais caos do que matar um dos outros, enquanto matar um "assassino" concede menos caos. A quantidade de caos gerada afeta os diálogos de Emily ou Corvo, além da quantidade de inimigos presente em cada fase. Insetos chamados de moscas de sangue fazem ninhos em corpos, assim há mais moscas de sangue caso o jogador mate mais pessoas, também encorajando o jogador a esconder corpos longe delas durante as missões. Cada fase tem um tema único, seja em ficção ou em mecânica de jogo. Por exemplo, em uma missão o jogador é confrontado com duas facções cada uma com seus próprios alvos de assassinato, enquanto em outra o jogador viaja no tempo por meio de um artefato mágico.

### Habilidades

A jogabilidade de Dishonored 2. O jogador usa a habilidade "Alcance Longínquo" para chegar em um local elevado, enquanto o HUD no canto esquerdo mostra a quantidade disponível de vida e mágica e o poder selecionado no momento.

O jogador, assim como no primeiro jogo, tem acesso a várias habilidades sobrenaturais. Estes poderes são opcionais e podem ser recusados, permitindo jogador o jogo inteiro sem eles. Independentemente se essas habilidades são recusadas ou não, o jogador recebe um coração mecânico que ajuda na descoberta de amuletos de osso e runas; estes proporcionam bônus e pontos de experiência, respectivamente. As runas se transformam em moedas caso os poderes tenham sido recusados. O sistema de melhoramento foi alterado para uma árvore de habilidades, diferentemente do Dishonored original, com vários caminhos e aprimoramentos possíveis, com determinado poder podendo ter um melhoramento letal ou não-letal. Emily e Corvo cada um têm poderes únicos, com exceção de "Visão Predatória", habilidade que permite que o jogador visualizar inimigos através de paredes e seus cones de visão, que está disponível para ambos.
Corvo mantém muitos dos mesmos poderes que tinha no primeiro jogo, porém seu progresso nos melhoramentos foi zerado. "Teleporte" o teletransporta para um local escolhido, porém pode ser aprimorado para congelar o tempo ou infligir dano no impacto a partir do momento conquistado com a teletransportação. Corvo pode invocar ratos com "Rataria Voraz" para limpar corpos antes das moscas de sangue colocarem seus ovos neles. "Possessão" originalmente permitia que o jogador possuísse animais e humanos, porém desta vez também permite a possessão de corpos mortos assim como vários hospedeiros em sucessão. "Distorção Temporal" pode ser usado para retardar o tempo, permitindo a evasão de locais perigosos ou alcançar inimigos sem ser detectado. A habilidade de "Rajada de Vento" permite que Corvo invoque vento que pode desviar balas ou empurrar inimigos. Emily tem poderes totalmente novos, incluindo "Alcance Longínquo", que lhe permite puxar inimigos e objetos em sua direção, além de permitir movimento físico por grandes distâncias. Ela também pode usar "Encanto" para distrair oponentes, colocando-os em um estado sedativo. "Dominó" permite que Emily conecte vários inimigos para que compartilhem o mesmo destino, enquanto em "Aspecto Sombrio" ela se transforma em um ser de sombra que pode-se mover rapidamente. Já "Doppelgänger" conjura um clone de Emily com o objetivo de enganar oponentes.

## Sinopse

### Mundo
Apesar do jogo começar e terminar na cidade industrial de Dunwall, a capital do Império das Ilhas, boa parte do enredo de Dishonored 2 se passa na cidade costeira de Karnaca, a capital da ilha de Serkonos que fica na região sul do império, cujo principal produto de exportação é a prata. Diferentemente de Dunwall, que depende de óleo de baleia como fonte de energia, Karnaca é alimentada por turbinas eólicas impulsionadas pelas correntes geradas por uma fenda em uma montanha próxima, porém esses ventos podem causar tempestades de areia, principalmente no distrito minerador que é comumente chamado de "Distrito da Poeira". Duas facções, os Uivantes e os Supervisores, estão em conflito violento no começo do jogo dentro do Distrito da Poeira, com os primeiros procurando se opor ao novo duque e seu governo depois do falecimento do duque anterior. Isto fez com que a Grande Guarda Serkoniana, o exército e polícia de Karnaca, erguesse barreiras defensivas chamadas de Muralhas de Luz em resposta ao tumulto.

### Personagens

Artes conceituais de Emily Kaldwin e Corvo Attano, os protagonistas de Dishonored 2

Os dois protagonistas e personagens jogáveis de Dishonored 2 são Corvo Attano (Stephen Russell), um ex-guarda-costas que virou assassino e o personagem principal de Dishonored; e sua filha Emily Kaldwin (Erica Luttrell), a imperatriz do Império das Ilhas. Os antagonistas da história são Luca Abele (Vincent D'Onofrio), o novo Duque de Serkonos depois da morte de seu pai Theodanis; e Delilah Copperspoon (Erin Cottrell), uma bruxa e originalmente a antagonista dos conteúdos para download do jogo original, além da meia-irmã da mãe de Emily. Outros personagens incluem Meagan Foster (Rosario Dawson), a capitão do Dreadful Wale; Paolo (Pedro Pascal), líder da gangue dos Uivantes; Mindy Blanchard (Betsy Moore), a número dois de Paolo; Mortimer Ramsey (Sam Rockwell), um policial corrupto de Dunwall; Liam Byrne (Jamie Hector), vice-supervisor de Karnaca que se opõe aos Uivantes; Anton Sokolov (Roger L. Jackson), um grande inventor de Dunwall; o Estranho (Robin Lord Taylor), um ser misterioso que concede poderes sobrenaturais; e Jessamine Kaldwin (April Stewart), a mãe de Emily cujo espírito está preso dentro do Coração.

### Enredo
Dunwall prosperou nos quinze anos desde que Corvo Attano restaurou sua filha Emily Kaldwin ao trono depois do assassinato da imperatriz Jessamine Kaldwin. Entretanto, um assassino em série chamado de "Assassino da Coroa" tem matado brutalmente os inimigos políticos de Emily, levando muitos a acreditar que a jovem imperatriz e seu pai são os responsáveis. Durante uma cerimônia marcando o aniversário do assassinato de Jessamine, Luca Abele, Duque de Serkonos, chega no palácio imperial acompanhado de Delilah Copperspoon, que afirma ser a meia-irmã mais velha da falecida imperatriz e a legítima herdeira do trono. Os homens do duque atacam e matam os súditos de Emily. O jogador nesse momento escolhe se deseja continuar controlando Emily ou Corvo. Dependendo da escolha, o outro personagem é petrificado pela magia de Delilah. O jogador consegue escapar até as docas de Dunwall e recebe ajuda de Meagan Foster, que foi enviada por Anton Sokolov para tentar avisar sobre o golpe. Eles partem para Karnaca, onde a ascensão de Delilah ao poder começou. O jogador é visitado pelo Estranho durante a viagem, que oferece poderes sobrenaturais e o instrui a derrotar Delilah.
O jogador, ao chegar em Karnaca, é encarregado de encontrar Sokolov, que foi sequestrado pelo Assassino da Coroa. O jogador se infiltra no Instituto Addermire, onde o assassino está supostamente escondido, e descobre que ele é na verdade o alter ego da doutora Alexandria Hypatia, a Alquemista Chefe de Karnaca. Hypatia criou sua persona do Assassino da Coroa acidentalmente ao testar um soro experimental em si mesma, com o duque explorando isso para fazer com que a doutora incriminasse Emily. O jogador também descobre que Sokolov foi aprisionado por Kirin Jindosh, o grande inventor do duque. O jogador se infiltra na mansão mecânica de Jindosh, o elimina e liberta Sokolov. Este direciona o jogador para Breanna Ashworth, a curadora do Conservatório Real e uma bruxa trabalhando para Delilah. O jogador descobre que foi Ashworth a responsável por trazer Delilah para fora do Vazio depois dela ter sido derrotada por Daud, o assassino de Jessamine, eliminando-a em seguida.
Sokolov afirma que Delilah é muito poderosa para ser eliminada por meios convencionais, assim sugere que investiguem a mansão do magnata da mineração Aramis Stilton. O jogador, ao invadir a mansão, descobre que Stilton ficou insano depois de presenciar o ritual de ressurreição de Delilah. Com a ajuda de uma peça de viagem temporal dada pelo Estranho, o jogador viaja para frente e para trás no tempo e consegue observar o duque, Jindosh e Ashworth puxarem Delilah para fora do Vazio. Ela logo em seguida separa parte de sua alma e a coloca em uma estátua, efetivamente ficando imortal. O jogador invade o palácio do duque com o objetivo de eliminá-lo e recuperar a alma de Delilah, extraindo-a da estátua. O jogador assim retorna para Dunwall para um confronto final, devolvendo a alma de volta a Delilah e eliminando-a definitivamente.
Há vários finais baseados no nível de caos causado pelo jogador no decorrer da história. Caso o caos seja alto, o jogador pode escolher libertar Corvo/Emily da petrificação ou deixá-los desse modo para sempre. Caso Emily seja libertada, ela se transforma em uma imperatriz vingativa que expurga brutalmente todos os apoiadores de Delilah, com Corvo de seu lado de um jeito ou de outro. Se Corvo deixa Emily petrificada, ele toma o trono para si e vira um tirano brutal conhecido como imperador Corvo, o Negro. Enquanto isso, Karnaca é governada por um novo governante tirano ou rui em completa anarquia. Sokolov, se ainda estiver vivo, fica desolado por assistir a perversão de seu trabalho e vai para o exílio. No final com caos baixo, o jogador liberta Corvo/Emily. Um conselho de representantes, um novo duque ou o próprio Corvo se ele instaurou-se como duque, assume o controle de Karnaca e devolve a cidade para sua glória. Emily transforma-se em uma governante justa para todo o império. Sokolov fica orgulhoso de ver seu trabalho sendo usado para o bem, retornando para sua cidade natal. Em qualquer dos finais, caso Meagan, que é revelada ser na verdade Billie Lurk, sobreviva, ela parte à procura de Daud.

## Desenvolvimento

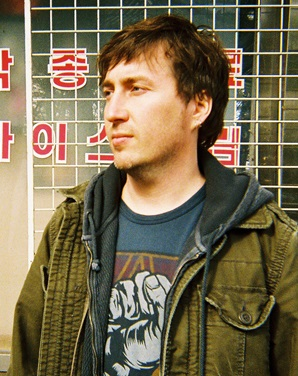
O diretor Harvey Smith

Dishonored 2 foi desenvolvido pela Arkane Studios e publicado pela Bethesda Softworks. Harvey Smith assumiu sozinho o cargo de diretor depois de ter co-dirigido o Dishonored original junto com Raphaël Colantonio. Enquanto o primeiro jogo foi desenvolvido em conjunto pelas equipes da Arkane em seus escritórios em Lyon na França e em Austin nos Estados Unidos, a sequência foi produzida inteiramente em Lyon, já que o estúdio de Austin estava totalmente focado na criação de Prey. Os dois escritórios mesmo assim colaboraram em ambos os jogos, com uma equipe testando o trabalho da outra. Dishonored 2 funciona com o motor de jogo produzido internamente chamado Void Engine, diferentemente do primeiro Dishonored que foi construído com Unreal Engine 3. A Void Engine é baseada na id Tech 5, porém a maior parte do motor original foi reescrita. A Arkane removeu elementos desnecessários da id Tech 5 como o mini mundo aberto e também revisou a parte gráfica. A Void Engine tinha a intenção de melhorar a iluminação e pós-processamento a fim de ajudar nos visuais, também permitindo a visualização de espelhamento subsuperficial. Além disso, a inteligência artificial foi totalmente reescrita no novo motor.
O primeiro Dishonored não fora desenvolvido com uma sequência em mente, porém ideias para uma surgiram durante a produção de seus conteúdos para download. Smith afirmou que a decisão de se jogar como Emily foi intuitiva, já que ela era uma criança no título original. O impacto que a personagem tinha nos jogadores de Dishonored, que mudava como eles jogavam o jogo, fez a Arkane decidir continuar sua história e lhe dar mais profundidade em Dishonored 2. Isto fez com que a linha do tempo fosse adiantada, porém os desenvolvedores não queriam ir muito adiante e assim correr o risco de perder o tom steampunk da série. A escolha de também incluir Corvo como um possível personagem jogável foi feita posteriormente, porém Smith depois se arrependeu e afirmou ao final da produção que essa decisão fora um erro, comentando que a equipe deveria ter se focado exclusivamente em Emily como personagem jogável para aprofundá-la e salvado Corvo como protagonista para um possível conteúdo extra.
Diferentemente do Dishonored original, foi decidido que tanto Emily quanto Corvo seriam dublados em Dishonored 2. Os desenvolvedores anteriormente tinham experimentado com um protagonista dublado na forma de Daud nos dois conteúdos extras do primeiro título. Protagonistas dublados permitiam que os desenvolvedores chamassem a atenção do jogador para elementos em tela através de diálogos, com a Arkane achando que isso deixava o jogador mais investido no jogo e no mundo ao redor. A equipe evitou qualquer presunções amplas sobre Corvo já que ele tinha sido um personagem silencioso em Dishonored, ao mesmo tempo tentando lhe dar mais personalidade, algo que Smith afirmou que foi um grande desafio para os roteiristas. O jogador originalmente teria acesso a todos os poderes independentemente do personagem escolhido. Entretanto, a equipe acabou por escolher limitá-los e fazer com que os poderes dos protagonistas "refletissem suas vidas ou seu tempo no mundo".
A Arkane levou em conta e foi influenciada por algumas das críticas feitas contra o Dishonored original. Um número considerável de jogadores tinham reclamado que o primeiro jogo era muito fácil, apesar da dificuldade não ter sido considerada um grande problema, então as configurações de dificuldade mais difíceis foram retrabalhadas e adicionadas. O sistema de caos do título original foi considerado apenas como um medidor ersatz binário, assim recebeu mais profundidade na sequência. Esse sistema alterado, em que indivíduos diferentes geram quantidades variáveis de caos, foi implementado pois muitos jogadores usavam o Coração para revelar segredos sobre os diferentes personagens não jogáveis, assim decidindo quem matar e quem poupar. O sistema de aprimoramento também tinha a intenção de proporcionar melhorias, com uma árvore de habilidades sendo implementada pela primeira vez. Amuletos de osso passaram a ser criáveis, com mais de quatrocentas mil combinações possíveis. Os projetistas precisaram levar em consideração as complexidades de como os poderes sobrenaturais seriam usados, enfrentando uma dificuldade cada vez maior em relação a possibilidade do jogo ser atravessado sem eles, salientando a necessidade de acomodar cada estilo de jogo sem que um cancelasse o outro como desafio.
Os desenvolvedores queriam que os personagens de Dishonored 2 fossem mais representativos. A Arkane tentou dar mais papéis importantes para personagens não-brancos a fim de combinar com o "caldeirão" cultural do Império das Ilhas e assim criar um mundo realista, garantindo que qualquer jogador em potencial poderia se encontrar refletido no mundo. Há também personagens que não são heterossexuais, porém a equipe queria que isto fosse uma parte natural do mundo em vez de criarem um "letreiro gigante" em volta deles. A sexualidade da própria Emily é deliberadamente nunca especificada para que assim os jogadores projetassem suas próprias interpretações. O primeiro Dishonored foi criticado por dar papéis limitados para mulheres. A Arkane tentou abordar esse ponto dos conteúdos para download em diante e alcançar um maior "equilíbrio plausível" no mundo. Isto continuou em Dishonored 2, que possui mulheres em papéis muitos mais variados, incluindo como guardas.

### Arte

Dishonored 2 se passa em Karnaca, cidade inspirada no sul europeu. Seus edifícios muitas vezes têm telhados retos e o jogo possui uma verticalidade menos enfatizada no Dishonored original

Sébastien Mitton, o diretor de arte do primeiro jogo, retornou na mesma posição para Dishonored 2. Viktor Antonov, que também ajudou a criar o distinto visual da série, tornou-se no meio tempo um consultor criativo para a Bethesda e assim esteve menos envolvido na arte de Dishonored 2. A Arkane se inspirou em pinturas e esculturas para seu desenho visual, com a escultura Lucie Minne sendo contratada para criar vários bustos de argila. O jogo começa e termina na cidade de Dunwall, o local onde o título original se passa, porém a maior parte de Dishonored 2 se passa em Karnaca, chamada de "a joia do sul". A mudança de ambientação veio em parte do desejo de mostrar outra área do império. Smith comentou o uso das duas cidades, dizendo que a Arkane achou que "precisamos começar em casa... e então se aventurar em um lugar exótico e voltar". Mitton queria que Dishonored 2 fosse uma "jornada [visual] para uma nova cidade", porém mesmo assim mantendo a mesma sensibilidade do primeiro jogo em elementos como opressão, doença, magia e decadência.
A história de Karnaca demorou um ano para ser escrita. Depois da criação dos contornos gerais básicos, a equipe focou no desenvolvimento de ideias que foram inspiradas de dentro do jogo, em vez de vindo de fora do mundo. A Arkane baseou-se em antropologia e política ao criar a história da ilha, desde os primeiros colonos da região, passando pela influência de potências externas e até as diferentes "correntes de cultura" que moldaram a cidade. Tentou-se colocar diferentes tipos de arquitetura em Karnaca com o objetivo de refletir as várias ondas de colonos. Os desenvolvedores também trabalharam com projetistas industriais e arquitetos na criação do local.
Karnaca é baseada em países do Mediterrâneo como Grécia, Itália e Espanha, possuindo um clima muito mais quente e ensolarado que Dunwall. Referência fotográficas de diversos lugares foram usadas para ajudar a projetar a cidade, incluindo Havana em Cuba, Lyon na França e Malibu nos Estados Unidos. Os edifícios da Karnaca muitas vezes possuem tetos retos e janelas mais ornamentadas. Fotografias da década de 1920 foram examinadas para ajudar a construir uma ambientação com uma disposição histórica, com a equipe usando referências de sites de fotografias antigas e os trabalhos do fotógrafo mexicano Agustín Casasola. Enquanto Dishonored foi construído muito baseado no mundo real de 1837, Dishonored 2 foi inspirado nas "formas arquiteturais, modas populares e tecnologias distantes" de 1851. A Arkane tentou levar preocupações arquiteturais em conta e considerou o efeito que o vento teria no desenvolvimento da cidade, com sua energia sendo gerada por turbinas eólicas. Os projetistas e arquitetos de níveis colaboraram durante toda a produção enquanto os locais eram construídos. Art nouveau também foi aplicada na criação de Karnaca.
Os desenvolvedores tinham a intenção de representar Karnaca como um ambiente sem muita fantasia para que isso ajudasse a cidade a parecer algo que poderia existir na realidade. A Arkane queria evitar aquilo que um membro da equipe chamou de "efeito Deus Ex", em que tubos de ventilação do tamanho de pessoas seriam colocados em qualquer lugar que os projetistas achassem necessários, muitas vezes em locais sem sentido. A equipe também tentou refletir praticalidades da vida cotidiana; por exemplo, os edifícios precisavam ter banheiros e a localização dos guardas precisava fazer sentido no mundo. Colônias em lugares como Austrália, Índia e África foram investigadas para que a Arkane pudesse compreender a transição de como as pessoas se adaptariam do clima frio de Dunwall a áreas mais quentes como Karnaca.
A equipe estudou o uso histórico de propaganda para poder desenhá-la em Dishonored 2, encontrando os mesmos padrões de elementos ressurgindo no decorrer dos séculos. Diferentemente da propaganda mais militarista do primeiro Dishonored, os desenvolvedores desta vez quiseram aplicar uma abordagem mais sutil; pôsteres luxuosos para empreendimentos invariavelmente cancelados destinados a ajudar o povo de Serkonos foram feitos a fim de exibir a natureza tirânica praticada pelo duque Luca Abele e seu governo. A equipe narrativa criou produtos ficcionais, nomes de marcas e anúncios para eles com o objetivo de aprofundar os detalhes do mundo.

## Lançamento

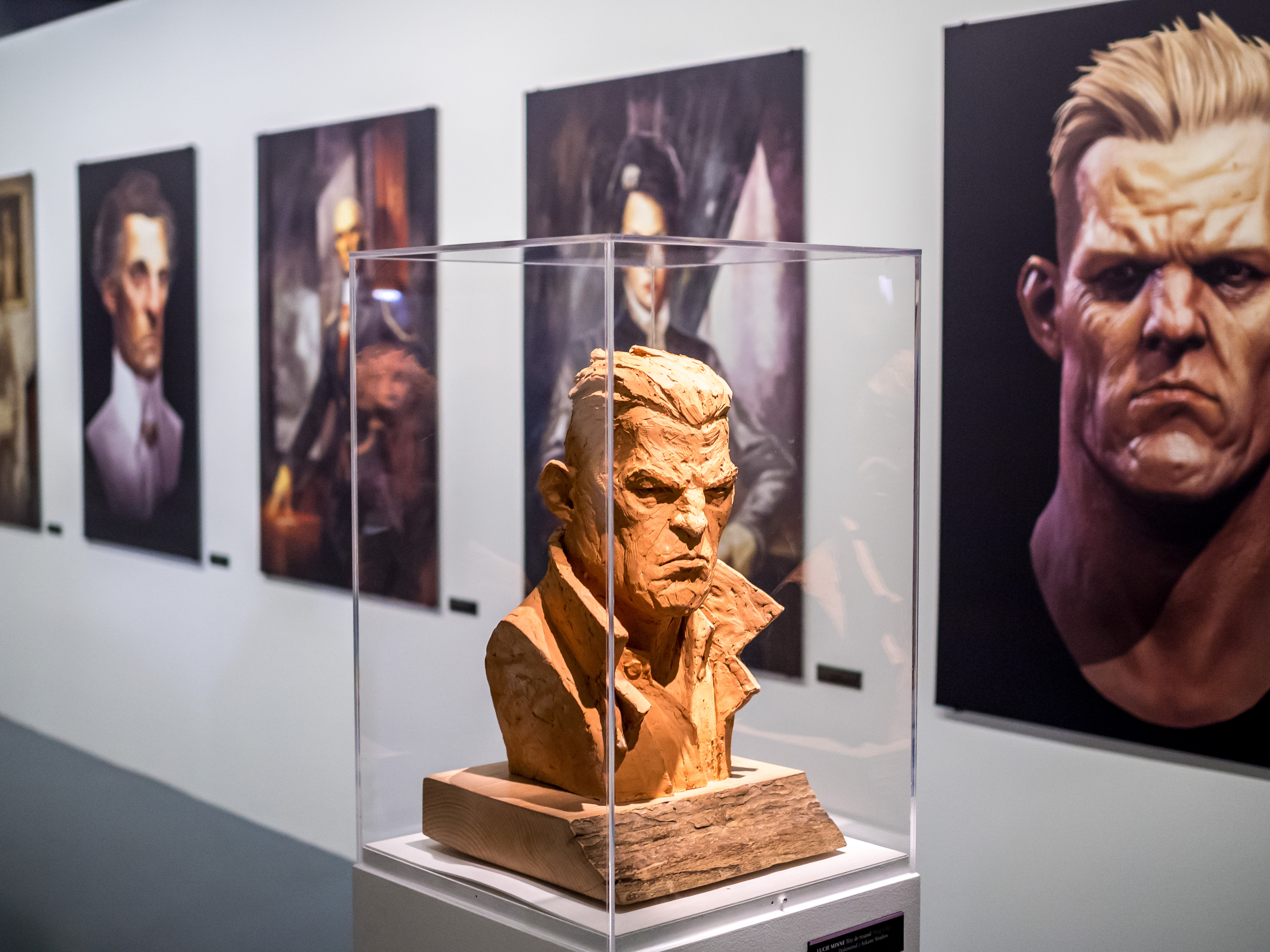
A seção de Dishonored 2 na exposição A Arte dos Jogos Eletrônicos no museu Art Ludique em Paris, 2015–16

Dishonored 2 foi oficialmente revelado em junho de 2015 durante a conferência de imprensa da Bethesda na Electronic Entertainment Expo (E3) por Smith e Raphaël Colantonio, porém o anúncio tinha vazado na noite anterior durante os ensaios. Os bustos de argila de Minne, junto com outras artes dos dois Dishonored, foram exibidos no museu Art Ludique em Paris entre outubro de 2015 e março de 2016 na exposição A Arte dos Jogos Eletrônicos – Inspiração Francesa, centrada na arte dos jogos produzidos na França. Dishonored 2 apareceu novamente na E3 de 2016. Uma imagem para o jogo feita por Sergei Kolesov foi exibida como parte da coleção Into the Pixel de 2016. O desenvolvimento terminou oficialmente em 1 de novembro de 2016 e ele foi lançado mundialmente em 11 de novembro para Microsoft Windows, PlayStation 4 e Xbox One. A versão para Windows foi protegida contra violações por um software antipirataria da Denuvo, que foi quebrado em junho de 2017 pelo grupo de hackers SteamPunks.
Aqueles que compraram o título na pré-venda tiveram acesso ao jogo um dia antes da estreia. Uma edição especial foi disponibilizada pela Bethesda em sua loja como uma pré-venda. Esta edição vinha com uma réplica de 34,3 centímetros da máscara de Corvo, uma réplica em liga de zinco do anel de Emily, um pôster de propaganda de Delilah e um estojo de metal para guardar o disco de jogo e seu manual. Bônus digitais também foram incluídos na forma do Pacote do Assassino Imperial, que disponibilizava mais conteúdos no jogo. As pré-vendas das versões de console da edição de colecionador também vinham com acesso digital a Dishonored: Definitive Edition, uma remasterização do primeiro título para os consoles da oitava geração com todos os conteúdos para download inclusos.
Mídias adicionais na forma de uma minissérie de quadrinhos e uma trilogia de romances foram criadas. A minissérie de quadrinhos, intitulada simplesmente de Dishonored, foi publicada pela Titan Comics e escrita por Gordon Rennie com artes de Andrea Olimpieri e Marcelo Maiolo, consistindo de quatro edições publicadas entre agosto e outubro de 2016. Os três romances foram escritos por Adam Christopher e publicados pela Titan Books; o primeiro foi chamado de Dishonored: The Corroded Man e estreou em setembro de 2016, seguido por Dishonored: The Return of Daud em março de 2018 e Dishonored: The Veiled Terror em setembro do mesmo ano. Além disso, a Dark Horse Comics criou um livro de arte intitulado The Art of Dishonored 2, contendo várias artes conceituais e lançado junto do jogo. Um concurso foi realizado nas redes sociais entre junho e julho de 2016 e cinco vencedores tiveram suas artes incluídas no livro. Um romance gráfico chamado Dishonored: The Peeress and the Price estreou em fevereiro de 2018 pela Titan Comics, escrito por Michael Moreci, ilustrado por Olimpieri e colorido por Mattia Iacono, servindo como uma sequência do jogo.
Dishonored 2 recebeu algumas atualizações pós-lançamento. Um modo de Novo Jogo Mais foi disponibilizado em 19 de dezembro de 2016, o que permitia que os jogadores acessassem os poderes específicos do outro personagem. Configurações customizáveis de dificuldade e uma opção de seleção de missões individuais foram adicionadas a todas as plataformas em 23 de janeiro de 2017. A Arkane começou a discutir possíveis conteúdos para download logo após o final do desenvolvimento de Dishonored 2, porém acabaram seguindo a sugestão do projetista Dinga Bakaba e transformaram as ideias em uma única expansão autônoma. Isto resultou na criação de Dishonored: Death of the Outsider, que foi lançado em 15 de setembro de 2017 e segue os assassinos Billie Lurk e Daud em uma missão para matar o Estranho.

## Recepção

### Pré-lançamento
A revelação de Emily como uma personagem jogável durante a E3 de 2015 atraiu muita atenção antes do lançamento. A GamesRadar considerou que foi uma das maiores surpresas do evento, comendando a raridade de protagonistas femininas. Tanto a GameSpot quanto o The Guardian comentaram a proeminência de personagens jogáveis femininas na conferência, salientando Dishonored 2. A Game Informer falou que ela era uma das dez personagens "mais promissoras" reveladas na exposição. A aparição do jogo na E3 de 2016 lhe rendeu alguns prêmios. A IGN o considerou o Melhor Jogo de Xbox One da feira, também nomeando-o para Jogo do Show, Melhor Jogo de PlayStation 4, Melhor Jogo de Ação, Melhor Trailer e Melhor Jogo de PC, ficando em segundo lugar deste último. Recebeu indicações da Game Critics Awards nas categorias de Melhor do Show, Melhor Jogo de Console, Melhor Jogo de PC e Melhor Jogo de Ação/Aventura. A Game Informer o premiou como Melhor Jogo Multiplataforma, enquanto a PC Gamer deu ao título o prêmio de Melhor do Show. A Eurogamer selecionou Dishonored 2 como um dos cinco melhores jogos da E3 de 2016, destacando a fase que se manipula o tempo e comentando que "é difícil imaginar que haverá qualquer outro jogo lançado este ano tão complexo quanto, muito menos um tão imaginativo".

### Críticas
Dishonored 2 foi muito bem recebido pela crítica especializada ao ser lançado. No agregador de resenhas Metacritic, as versões de PlayStation 4 e Xbox One possuem índices de aprovação de 88/100, baseadas respectivamente em 62 e 25 críticas coletadas, enquanto a versão para Microsoft Windows tem uma aprovação de 86/100 a partir de quarenta resenhas. Jogadores no computador relataram logo na estreia problemas de performance do jogo como queda na contagem de quadros por segundo e na resolução, além de travamentos. A Arkane lançou três atualizações para a versão de Windows a fim de corrigir os problemas. As missões "A Mansão Mecânica" e "Uma Rachadura na Placa" foram destacadas pela crítica e muito elogiadas.
Chris Carter da Destructoid considerou que a abordagem furtiva era "gloriosa", também comentando que o Coração era seu modo favorito de descobrir novos conteúdos, que os quebra-cabeças e os desafios de navegação eram exigentes e que era recompensador tornar-se um assassino melhor. Suas principais críticas foram às deficiências técnicas do Xbox One, "dublagem afetada e problemas de roteiro, apesar da narrativa interessante". Nick Plessas da Electronic Gaming Monthly escreveu que Dishonored 2 recriava "muitas das experiências positivas do título anterior, porém [exige] um esforço muito maior por parte do jogador desta vez para alcançá-las". Além disso, segundo ele, a profundidade emocional provinha do protagonista junto com as escolhas e consequências da história, porém Plessas admitiu ter ficado muito mais comovido com os "pequenos momentos" em vez de do final.
Matt Bertz da Game Informer achou que o equilíbrio entre as abordagens de muito e pouco caos foram melhoradas, além de que cada abordagem gerava cenários igualmente interessantes. Ele também elogiou as habilidades dos dois personagens como "igualmente úteis". Bertz, por outro lado, criticou o enredo por o achar "corrido e subdesenvolvido", mas ainda assim falou bem da narrativa ambiental. James Kozanitis da Game Revolution gostou de jogar mais como Emily pois, já que alguns elementos do primeiro Dishonored tinham retornado, ela proporcionava uma perspectiva nova. Kozanitis foi a favor de um estilo furtivo, pois achou que isto favorecia nas missões paralelas, algo que achou que era o principal incentivo do título. Scott Butterworth da GameSpot ficou satisfeito com o uso das armas e observou que o comportamento da inteligência artificial foi sofisticado e que isto deixava a experimentação "divertida", especialmente com furtividade. Ele criticou a falta de desafios mais difíceis, lamentando que novos inimigos não foram bem utilizados, fazendo um comentário semelhante sobre a narrativa. Butterworth mesmo assim descreveu a missão "Uma Rachadura na Placa" como uma "obra prima" e "A Mansão Mecânica" como de "explodir cabeças".
Lucas Sullivan da GamesRadar elogiou o senso de lugar, as habilidade sobrenaturais e também a execução geral do título, porém não gostou do desenvolvimento de personagens e as restrições de certas mecânicas que de outra forma eram "brilhantes". Lucy O'Brien da IGN achou que a decisão de dividir os poderes e detalhes de história entre os dois personagens foi algo "inteligente", também comentando que as habilidades eram "excelentemente" adaptáveis em qualquer estilo de jogo. Ela também elogiou como o projeto de fases distinguia cada missão ao proporcionar mecânicas de jogabilidade únicas e expressou admiração pela "estética deslumbrante e pictórica" do mundo de jogo. Phil Savage para a PC Gamer escreveu que Dishonored 2 "no seu pior, oferece uma experiência similar a seu predecessor, o que quer dizer, oferece dezenas de horas de ação e furtividade extraordinárias em primeira pessoa". Arthur Gies da Polygon salientou que o sistema de combate fora "melhorado e refinado", que a ambientação era a "maior força" do título e que a inteligência artificial tinha uma "visão periférica excelente", entretanto considerou que a então falta de um modo Novo Jogo Mais e impossibilidade de se jogar missões outra vez como pontos negativos. Alice Bell da VideoGamer.com afirmou que não mudaria nada do jogo e também que "Dishonred 2 pega tudo que você amou sobre Dishonored e melhora sem ficar inchado. É um jogo lindamente projetado e profundo, cheio de pérolas escondidas e histórias secretas".

### Vendas
Dishonored 2 foi o quarto jogo mais vendido no Reino Unido durante sua primeira semana de lançamento, porém seus números de vendas tiveram uma queda de 38% quando comparados a primeira semana do Dishonored original, apesar de apenas os números de cópias físicas terem sido registrados. O jogo na mesma época tinha liderado na Steam em pré-vendas e foi o sexto título mais vendido da semana. Foi o sétimo jogo mais vendido no Reino Unido durante sua segunda semana, com seus números tendo caído 52% em relação a semana anterior – uma queda similar sofrida por seu predecessor no mesmo período. Dishonored 2 reapareceu nas tabelas britânicas na última semana de maio de 2017 após uma redução de preço, ficando na oitava posição e com um aumento de vendas de 1 267%.

### Prêmios
Dishonored 2 foi indicado e venceu diversos prêmios entregues por publicações especializadas da indústria de jogos eletrônicos. Ele foi escolhido como o Jogo do Ano pela PC Gamer, recebendo indicações na mesma categoria pela IGN, Game Debate, Golden Joystick Awards e Game Developers Choice Awards. O título apareceu nas listas de melhores do ano escolhidas pela Polygon, GamesRadar, Eurogamer, GameSpot, VG24/7 e The Verge, ficando na segunda posição geral nas listas da Game Revolution e Entertainment Weekly. Venceu como Melhor Jogo de Ação-Aventura no The Game Awards e na IGN, ficando em segundo lugar pela DualShockers. Também venceu como Melhor Furtivo pela Game Debate e Melhor Ambientação pela Game Informer. Foi ainda indicado como Melhor Jogo de Ação pela Hardcore Gamer e Game Debate, Melhor Projeto pela Game Developers Choice Awards e BAFTA Games Awards, enquanto sua arte recebeu indicações pela Golden Joystick Awards e BAFTA. Além disso, venceu como Melhor Jogo de PlayStation 4 e foi indicado a Melhor Jogo de Xbox One pela IGN. Dishonored 2 recebeu duas indicações na Visual Effects Society Awards nas categorias de Melhor Efeitos Visuais em um Projeto em Tempo Real por "Uma Rachadura na Placa" e Melhor Ambiente Criado em um Episódio, Comercial ou Projeto em Tempo Real por "A Mansão Mecânica". Por fim, o título foi indicado em dezenove categorias nos prêmios da National Academy of Video Game Trade Reviewers, porém venceu apenas como Melhores Figurinos.